# Cinderella's Ballroom
Cinderella's Ballroom was een nachtclub op de Stadswaag in Antwerpen in de Lange Brilstraat en was opgericht door Robert Tops en Maryse Ghoos in 1975. Het was eerst een ondergrondse club waar non-mainstream muziek werd gedraaid. Aan het eind van de jaren 70 was het wellicht de meest belangrijke en invloedrijke nachtclub in België waar voor het eerst punkrock en reggae muziek kon worden gehoord.
De club was open op vrijdag en zaterdagavonden vanaf middernacht (vandaar de naam) en ook op sommige zondagavonden. Het was gelegen in een kelderruimte en door de beperkte ruimte was er nauwelijks plaats voor liveoptredens. Het publiek kwam vanuit een wijde regio: uit België, Nederland, Frankrijk en Duitsland, met inbegrip van menig lid van punkrockgroepen.
De club werd meermaals onderworpen aan razzia's door de politie en sloot in het midden van de jaren 90.
Reünie-parties vonden plaats in de jaren 2000 en 2010.